# Шамші Калдаякова (Отирарський район)
Шамші́ Калдая́кова (каз. Шәмші Қалдаяқов) — село у складі Отирарського району Туркестанської області Казахстану. Адміністративний центр Караконирського сільського округу.
До 2006 року село називалось Караконир.
Населення — 1722 особи (2021; 2048 у 2009, 2247 у 1999, 1836 у 1989).